# Pierre-François-Léonard Fontaine

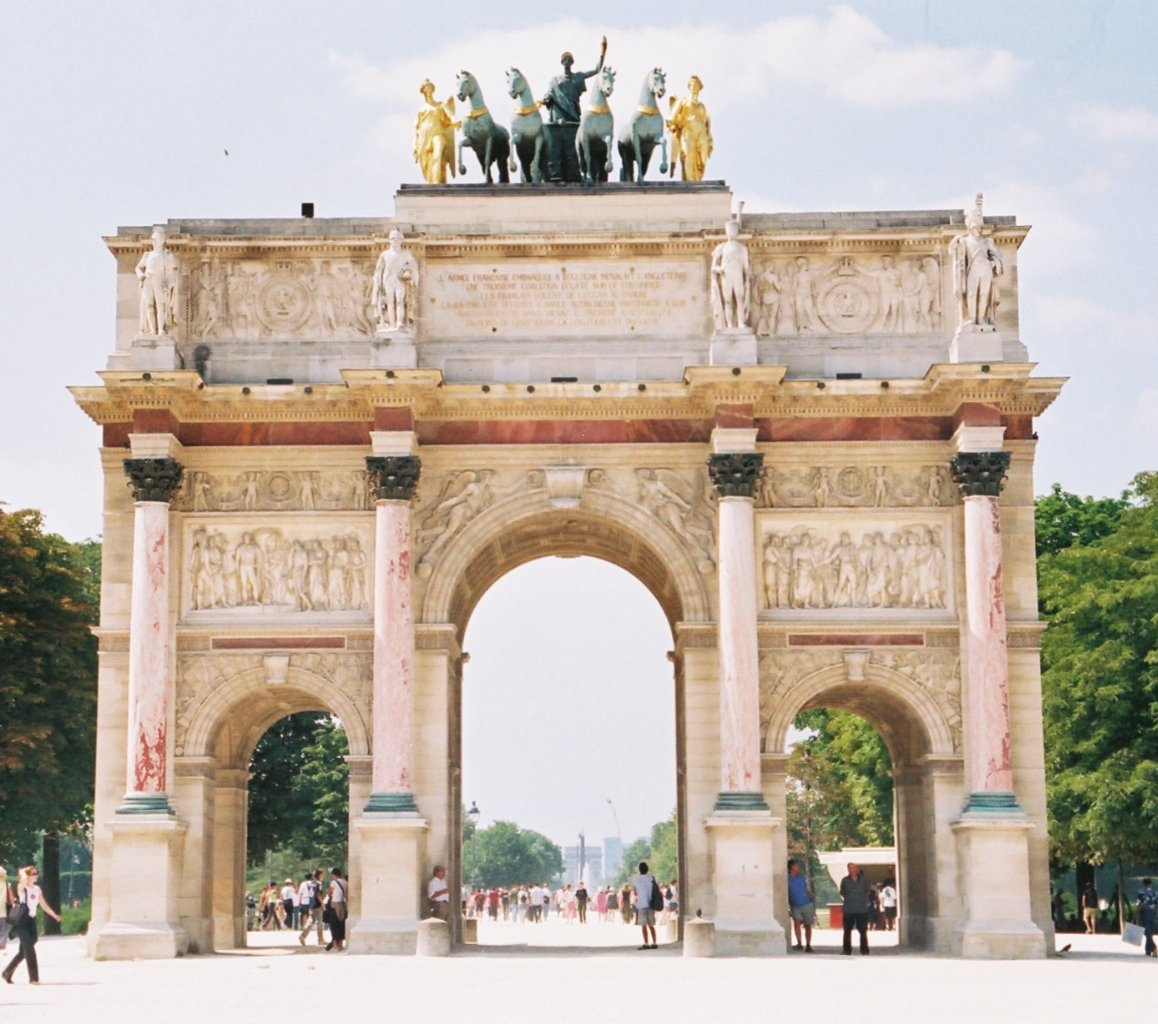
Arco de Triunfo del Carrusel.

Pierre-François-Léonard Fontaine (Pontoise, 10 de septiembre de 1762 – París, 13 de octubre de 1853) fue un arquitecto y decorador de interiores francés. Como arquitecto oficial de Napoleón, fue exponente de primera línea de la arquitectura neoclásica y, junto a su colaborador Charles Percier, contribuyó de manera esencial al desarrollo del Estilo Imperio. Los dos se conocían desde que eran estudiantes y forjaron una larga amistad; más tarde serían sepultados en el mismo lugar.
Fontaine fue quien ideó el proyecto de la Avenida de los Campos Elíseos. Trabajó en importantes proyectos de restauración, como el del castillo de Chambord.
Además del interés de su arquitectura, Pierre Fontaine fue notable por su capacidad para llevar a cabo una carrera sin igual a través de los diferentes cambios de Régimen: trabajó tanto en la época del Consulado, como en la Restauración y el Segundo Imperio sin haber sufrido la «travesía del desierto».

### Antiguo Régimen
En 1778 y 1779, bajo la dirección del arquitecto André, el joven Pierre François participó, con su padre Pierre Fontaine (1735-1807), arquitecto-fontanero, en las obras de suministro de agua al castillo de L'Isle-Adam, que pertenecía a Luis Francisco de Borbón, conde de la Marche y príncipe de Conti.
En 1779, llegó a París, donde siguió las enseñanzas de Antoine-François Peyre. Fue durante este período cuando conoció a Charles Percier. Obtuvo el segundo premio de Roma en 1785, por un proyecto cuyo tema era: «Un monumento sepulcral para los soberanos de un gran imperio», en el que la influencia de Étienne-Louis Boullée es bastante marcada (ver imágenes). Al no haber obtenido la beca otorgada con el primer premio, se hizo cargo de sus gastos en Roma, donde Charles Percier se unió a él el año siguiente. En 1787, un lugar fue liberado en la Academia de Francia en Roma, entonces cons sede en el palacio Mancini, y Fontaine se convirtió en pensionado.

«Un monumento sepulcral para los soberanos de un gran imperio», tema del Gran premio de Roma de 1785
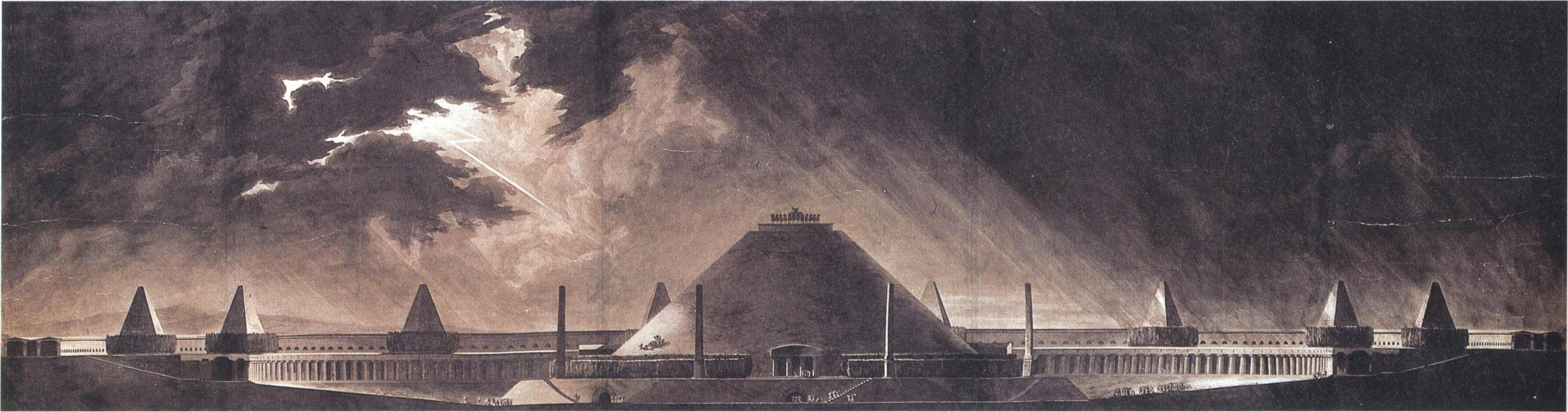
Alzado
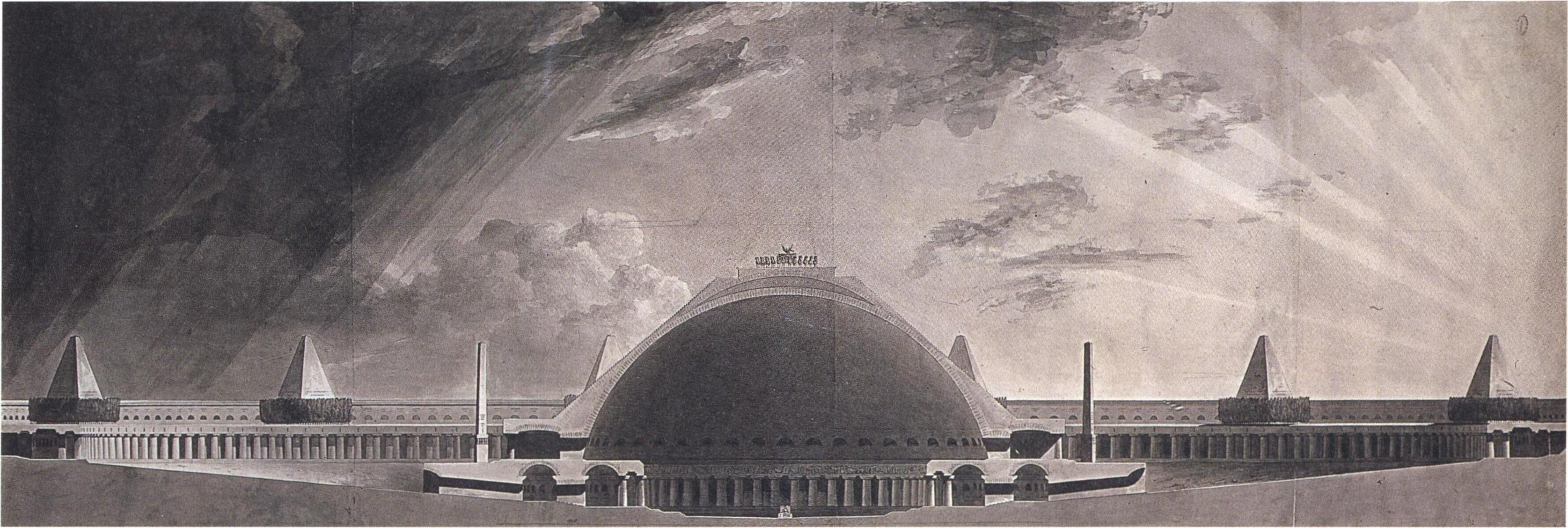
Sección

### Revolución francesa
En 1790, Fontaine regresó a París, comenzó por «trabajar» para Claude Nicolas Ledoux en las barreras aduaneras de la concesión del muro de los Agricultores Generales. Entre septiembre y diciembre de 1792, con el fin de alejarse de la revolución, se fue a Inglaterra, donde hizo decoración (papeles pintados, ventiladores, etc.). A su regreso a París, fue nombrado, junto con Percier, director de los decorados del Teatro de la Ópera. Mantuvieron este puesto hasta 1796.

### Consulado
En 1799, gracias al pintor Jacques-Louis David, conoció a Josephine de Beauharnais, y después al Primer Cónsul. Fue nombrado arquitecto de los Invalidos en 1800, después arquitecto del gobierno en 1801, conjuntamente con Charles Percier.

### Primer Imperio
El 13 de diciembre de 1804, Fontaine fue nombrado arquitecto de las Tullerías, del Louvre y de sus dependencias, de las manufacturas imperiales de las tapicerias de los Gobelinos y de las alfombras Savonnerie, de las tiendas de mármol, y de todos los edificios de la corona situados en el recinto de la ciudad de París. En esa época, Charles Percier terminó su carrera oficial.
En 1810, Percier y Fontaine ganaron el Gran Premio de Arquitectura para el Arco de Triunfo del Carrusel. El mismo año, Napoleón I les confió la misión de preparar los planos para una ciudad imperial cuyo centro habría sido el palacio del rey de Roma, edificado sobre la colina de Chaillot, pero que la caída del Imperio evitará realizar. También estuvo trabajando con Alexandre Dufour en un proyecto para reconstruir el palacio de Versailles, que debía acoger a Napoleón y su familia.
El 9 de marzo de 1811, fue elegido miembro de la Academia de Bellas Artes y el 5 de julio fue condecorado con la Legión de Honor. Entre 1811 y 1812, fue elegido miembro correspondiente de varias academias en Europa: Ámsterdam, Amberes, Múnich, Roma.
En 1811, tras la muerte de Jean-François Chalgrin, las obras del Arco de Triunfo se confíaron a Louis-Robert Goust, bajo la supervisión de un comité de cuatro arquitectos, Pierre Fontaine, François Debret, Jacques-Pierre Gisors y Éloi Labarre. A Fontaine se le ha atribuido la idea de las bóvedas de artesonado (referencia al Panteón de Roma).
El 25 de abril de 1813, fue nombrado primer arquitecto del Emperador.

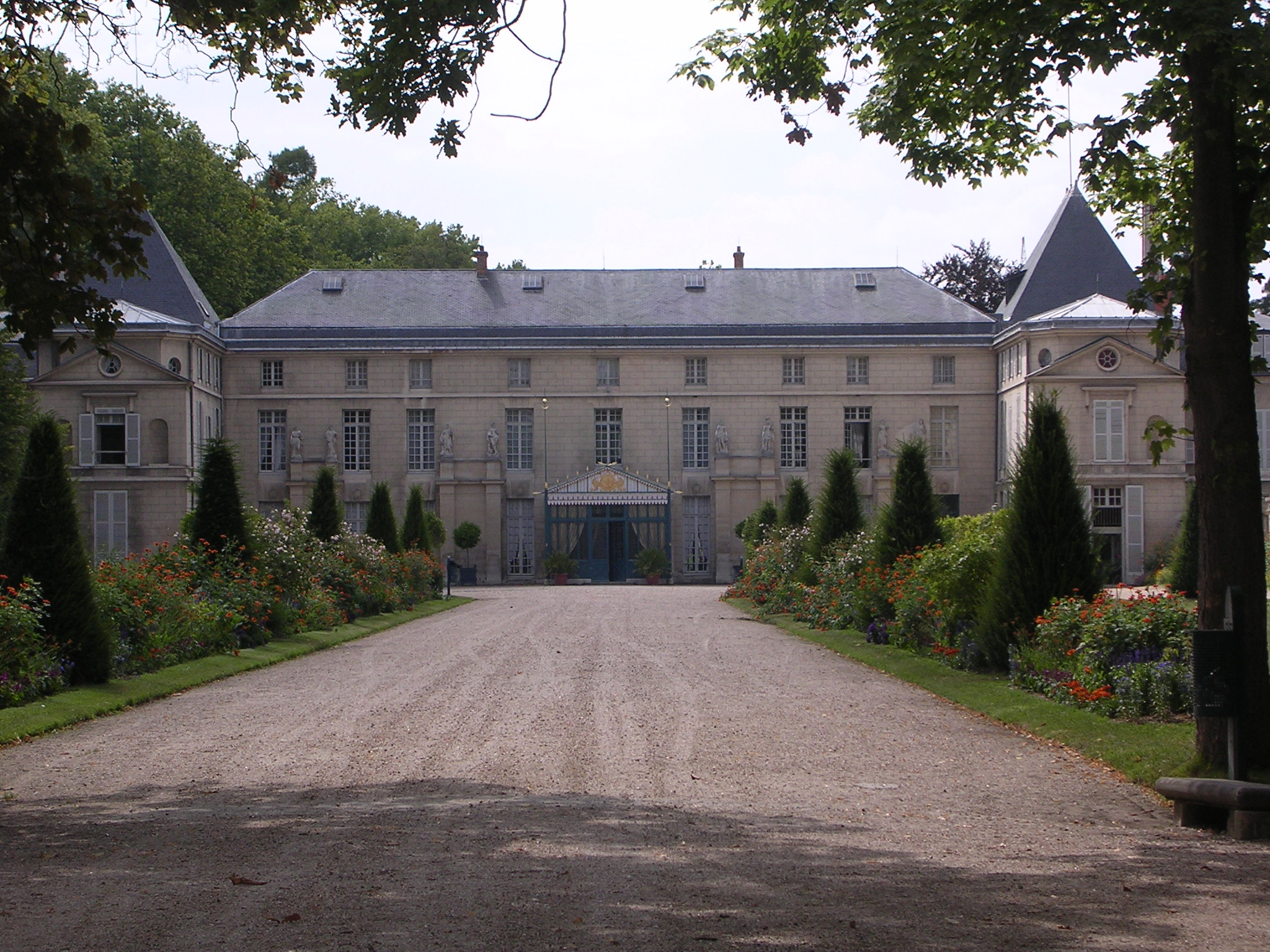
El château de Malmaison.
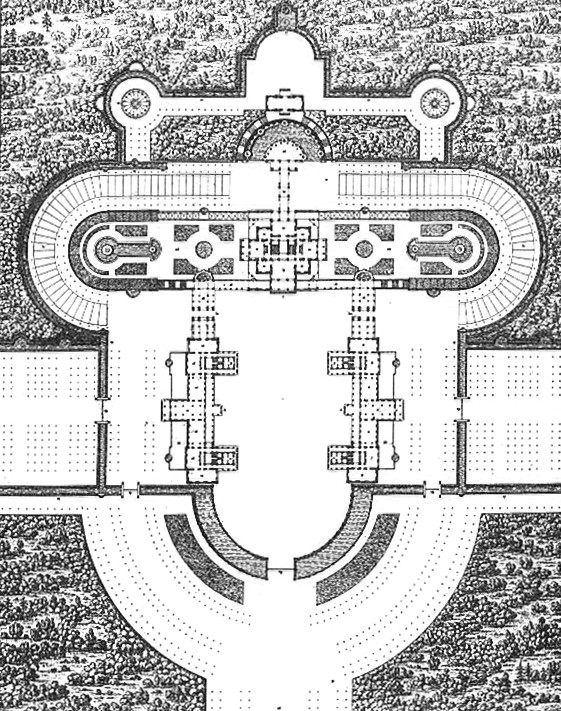
Planta del proyecto de reconstrucción del château de Malmaison.
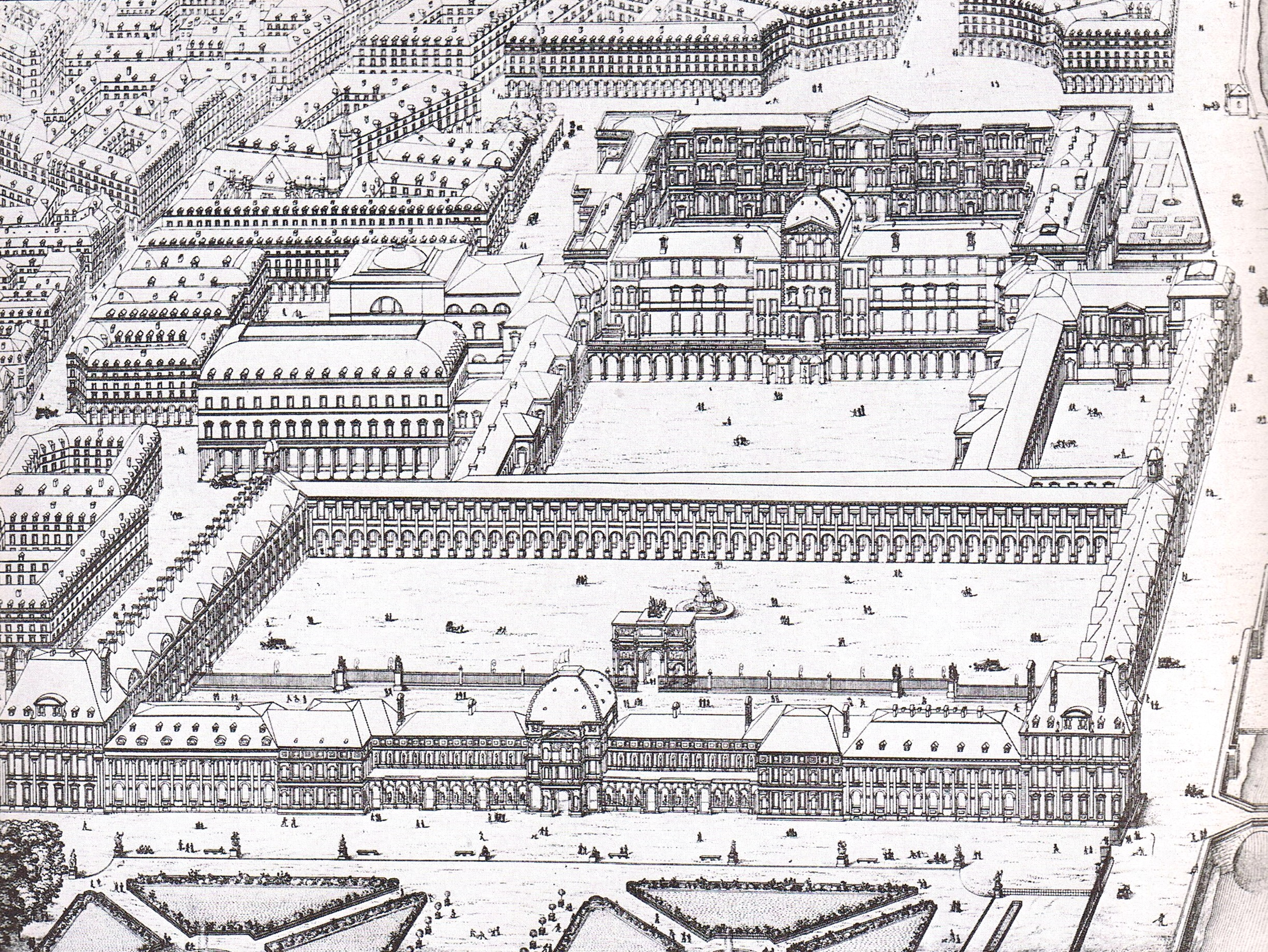
Vista de la reunió del Louvre y de las Tuileries, según Percier y Fontaine.
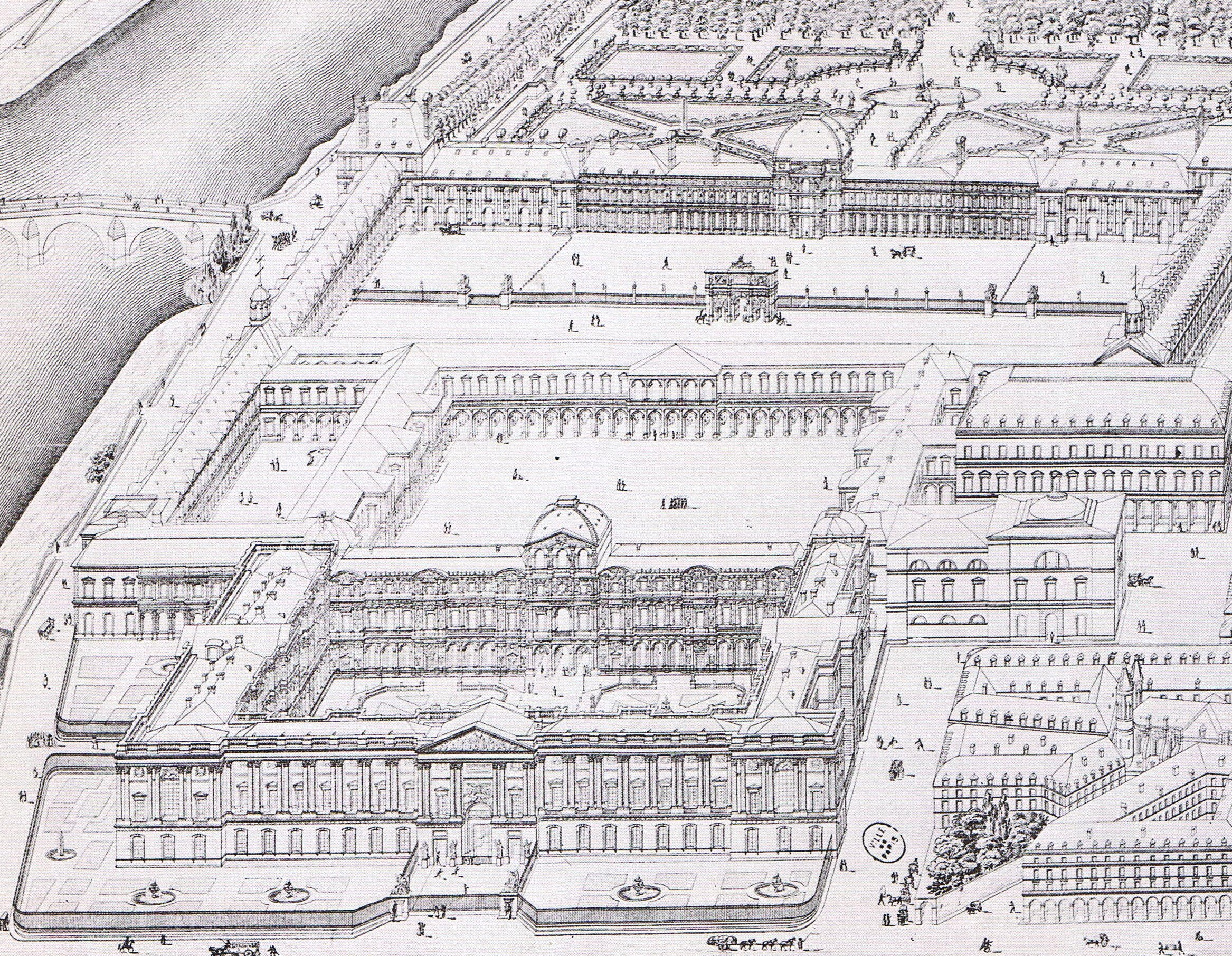
Otra vista de la reunión del Louvre y de las Tuileries, según Percier y Fontaine.
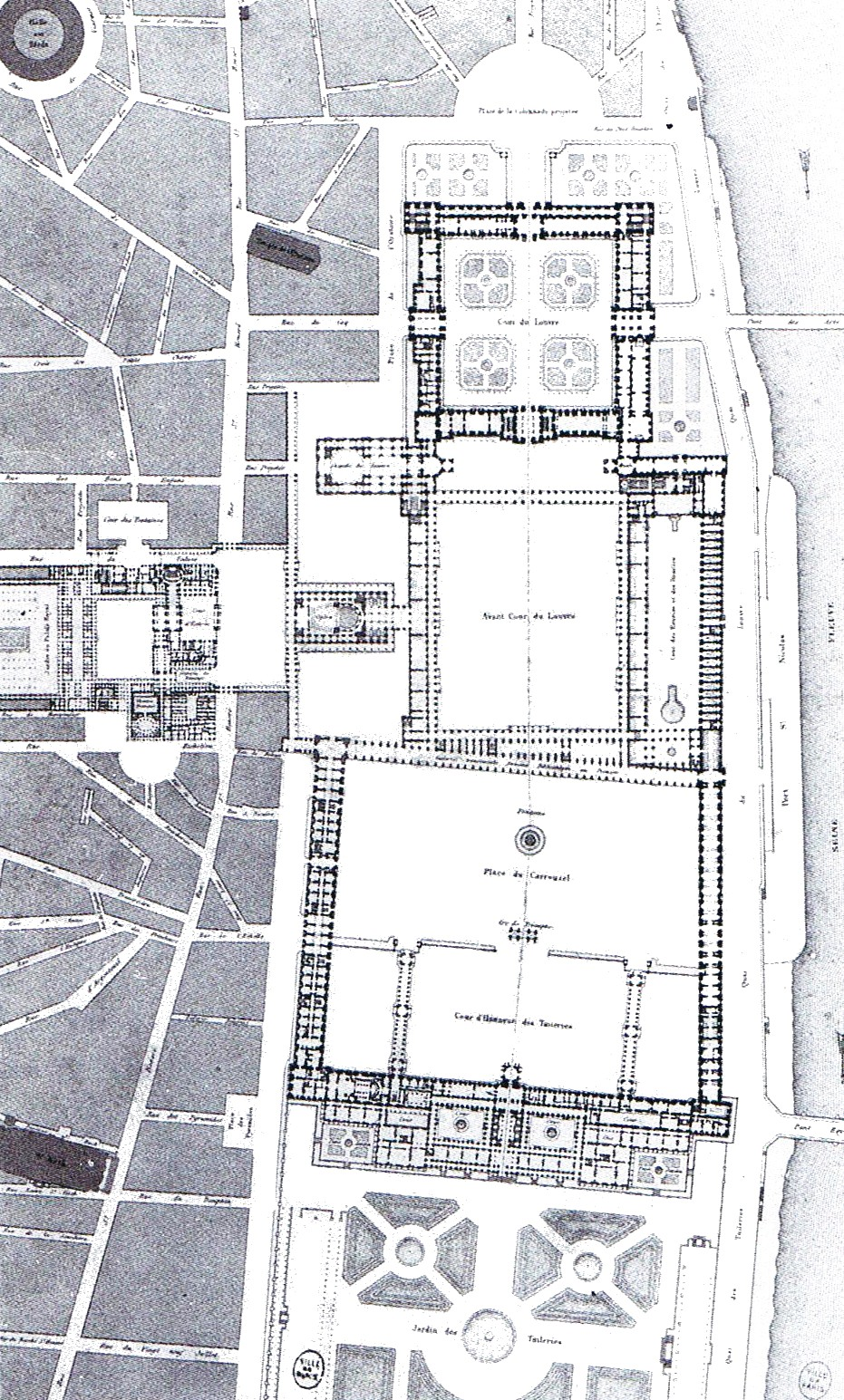
La réunion según Percier y Fontaine.
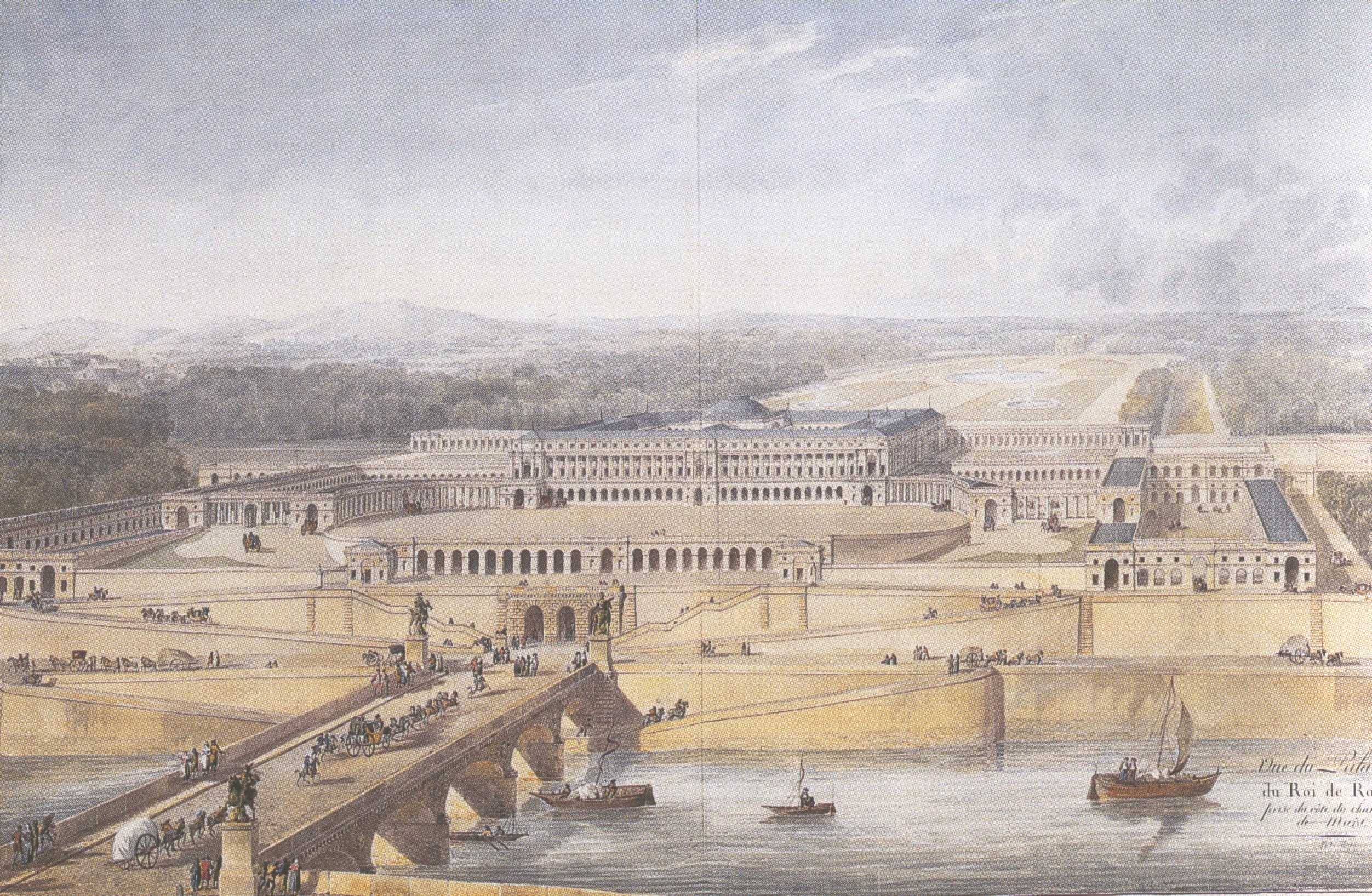
Vista del palacio del rey de Roma desde el Champ de Mars.
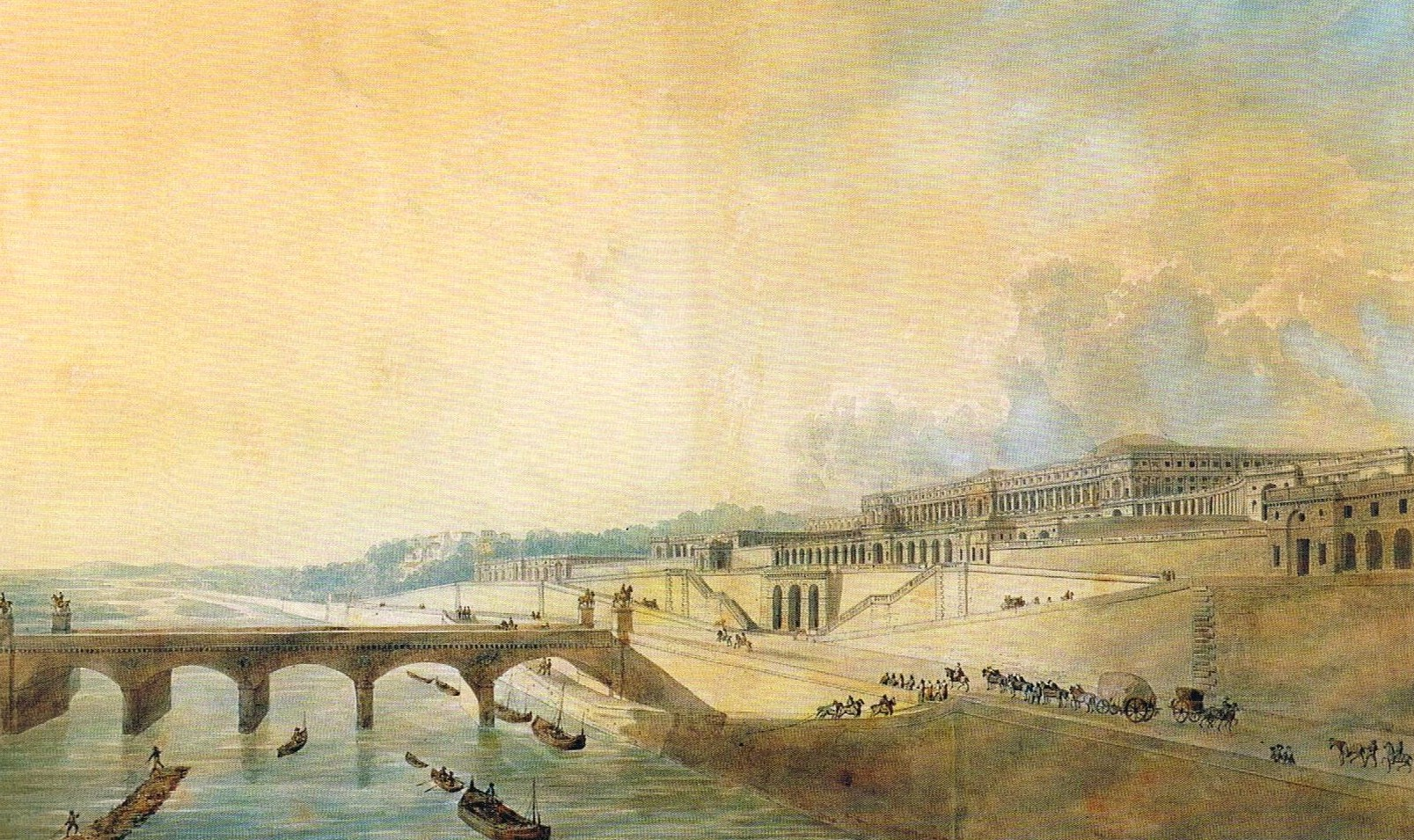
Vista del palacio del rey de Roma desde el Sena.
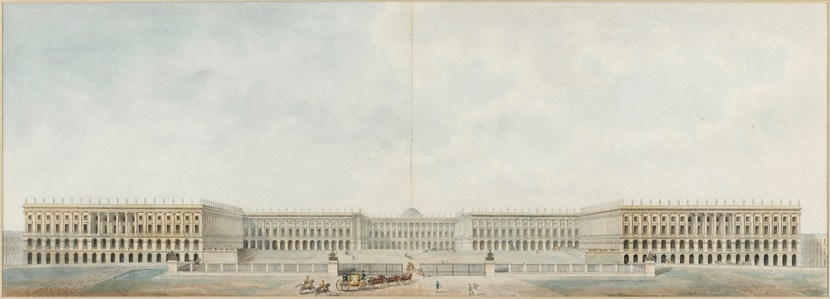
Vista del proyecto final de Dufour y Fontaine para Versailles (1811).
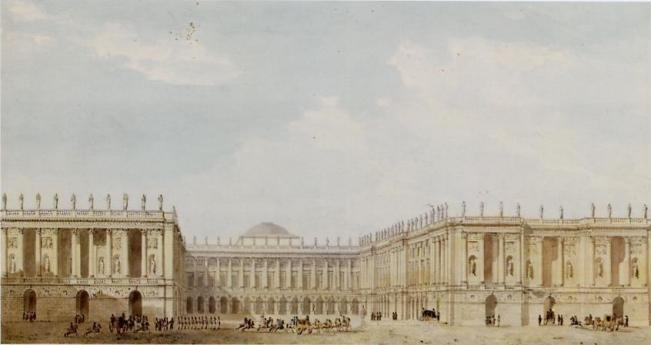
Otra vista del proyecto final de Dufour y Fontaine (1811).

### Restauración

#### Luis XVIII
Pierre Fontaine se mantuvo como primer arquitecto, después de la abdicación de Napoleón y la Carta Constitucional del 4 de junio de 1814 que colocó a Luis XVIII en el trono de Francia.
El 24 de diciembre de 1814 se eliminó el título de primer arquitecto del Emperador. Fontaine se convirtió entonces en arquitecto de París, arquitecto del rey y arquitecto del entonces duque de Orleans.

#### Carlos X
Desde el 25 de mayo de 1826 hasta febrero de 1828, Fontaine dirigió una comisión de arquitectos para la obra del Arco del Triunfo. En agosto de 1828 se convirtió en miembro de la Société des arts de Genève. El 21 de noviembre de 1827, casó a su hija Aimee-Sophie Dupuis con el arquitecto Symphorien Meunié. En 1828, recibió el cordón de la Orden de San Miguel.

### Monarquía de julio
En 1833, a petición de Luis Felipe I, Fontaine asesoró al arquitecto Dubreuil para los trabajo que este último emprendió en 1831.
Charles Percier murió el 5 de septiembre de 1838. Fue enterrado en el cementerio de Père-Lachaise (28 división).
En junio de 1841, Fontaine fue promovido a comandante de la Legión de Honor.
La Iglesia de Nuestra Señora de la Compasión (París), anteriormente conocida como capilla de San Fernando, fue construida en 1843 en cuanto a la fuente cerca de la Porte des Termes, en el sitio de la casa donde el príncipe estaba muerto Fernando Felipe de Orleans, hijo de Luis Felipe I, después del accidente de carruaje del 13 de julio de 1842.
El 25 de febrero de 1848, Pierre Fontaine fue mantenido (a los 86 años) en sus funciones como arquitecto de los Edificios de la antigua lista civil en París. Sin embargo, el 20 de septiembre, renunció a su puesto como arquitecto del Louvre y de las Tullerías y de los Edificios de la antigua lista civil de París. El mes siguiente, fue nombrado presidente honorario del Consejo de Edificios Civiles (Conseil des bâtiments civils).

### Segundo Imperio
El 20 de septiembre de 1853, Fontaine presidió por última vez el Consejo de Edificios Civiles. Está enterrado, con Charles Percier, en el cementerio de Père-Lachaise (28.ª división (12.ª línea, R, 31)). 

## Realizaciones
- 1791: restauración de una residencia en la antigua abadía de Saint-Pierre-le-Vif para el cardenal Loménie de Brienne.
- 1792: realización, con Charles Percier, de los decorados para una tragedia en el Théâtre-Français.
- 1793-1796: realización, con Percier, de decorados para el teatro de la Ópera de París.
- 1794: acondicionamiento, con Percier, de la sala des sesiones del comité de la sección de Brutus en la église Saint-Joseph, rue Montmartre.
- 1795-1797: participación en la construcción del Salón de la Convención en las Tullerías, y de la sala del Conseil des Cinq-Cents en el palais Bourbon.
- 1798: trabajos para el general Charles Leclerc, el primer marido de Paulina Bonaparte y cuñado del general Bonaparte, en el château de Montgobert.
- 1798-1799: restauración de varios hôtels particuliers parisinos.
- 1800-1802: acondicionamiento y decoración del château de Malmaison para Joséphine de Beauharnais. Bonaparte establecerá allí la sede del gobierno francés durante el Consulado. A este último no le gustó su biblioteca, que dijo "se parecía a una sacristía"…
- 1801-1802: trabajos de restauración en el Palais des Tuileries y del château de Saint-Cloud.
- 21 de abril de 1802 (1.º Floréal del año X): orden consular dando la alineación de un calle que conducirá desde el Tuileries al Louvre (la rue Impériale, que se convertirá en la rue de Rivoli), con planos, secciones y fachadas adjuntos al proyecto firmados por Charles Percier y Fontaine y con fecha del 28 germinal an X (18 de abril de 1802).
- 1804: trabajos en el château de Fontainebleau, con el arquitecto Étienne Leroy.
- 1804: acondicionamientos temporales para las ceremonias de la consagración de Napoléon por el papa Pío VII.
- 1804-1812: acondicionamiento de la gran galería del Louvre.
- 1806-1808: construcción del arco de Triunfo del Carrusel. Está coronado por un carro conducido por La Victoria y La Paz y tirado por los 4 caballos antiguos de San Marcos de Venecia, que serán restituidos en 1815 y reemplazados por copias.
- 1806: primeros proyectos de réunion du Louvre et des Tuileries, restauración de las Tullerías, supervisión de las obras de los palacios imperiales de Compiègne, Rambouillet, Estrasburgo y Versailles.
- 1806-1809: escalera norte de la Columnata del Louvre.
- 1810: preparativos para la boda de Napoléon I y María Luisa de Austria.
- 1812: restauración del palais de l'Élysée.
- mayo de 1814: restauración del château de Saint-Ouen para la llegada de Luis XVIII.
- 1814-1831: finalización del Palais-Royal.
- 1814-1815: trabajos en el château de Versailles, con el arquitecto Dufour.
- 1816-1826: construcción de la capilla expiatoria dedicada a la memoria de Luis XVI y de María Antonieta, rue d'Anjou en París, con Louis-Hippolyte Lebas como inspector.
- 1816: restauración del palais de l'Élysée para el duque de Berry.
- 1819: creación de la tienda Debauve & Gallais, 30 Rue des Saints-Pères en París.
- 1819-1831: restauración y ampliación del château de Neuilly para el entonces duque de Orleans.
- 1821-1831: restauración y ampliación del château de Randan dentro de un predio forestal de 8000, para Adelaida de Orleans, hermana del futuro Luis Felipe I (1830-1848) (ver folleto-guía del dominio por el Consejo Regional de Auvernia, 2006).

De 1830 a 1833, el nuevo rey le confió la transformación del castillo de Maulmont, dominio vecino al adquirido por su hermana en 1829, en una lugar de caza para él y su Corte (fuente: sitio del castillo-hotel-restaurante de Maulmont, 22/01/2007, que también indica que Fontaine dibujó el ala de la "Galería de las Batallas" de Versalles, creada por el rey).
- 1822: restablecimiento del Théâtre-Français en el Palais-Royal.
- 1824-1833: trabajos en el château d'Eu propiedad del conde de París (1838-1894) (incendiado el 11 de noviembre de 1902 y reconstruido).
- 1825-1830: acondicionamiento del musée Charles-X en el Louvre.
- 1830: planos de la capilla de Saint-Louis en Túnez, ejecutada por Jourdain.
- 1830: la gran escalera de honor del Palais-Royal.
- 1831: trabajos en las Tullerías para Luis Felipe I, trabajos en Saint-Cloud.
- 1833-1837: restauración del château de Versailles y acondicionamiento de la galerie des Batailles
- 1843: planos de la capilla Saint-Ferdinand en París, edificio para conmemorar la muerte accidental en el lugar del príncipe heredero Fernando de Orleans, hijo mayor de Luis Felipe I, con el arquitecto Lefranc como inspector..

## Publicaciones
En colaboración, Percier y Fontaine publicaron:
- 1798: Palais, maisons et autres édifices modernes dessinés à Rome.
- 1811: Description des cérémonies et des fêtes qui ont eu lieu pour le mariage de Napoléon I.er avec l'archiduchesse Marie-Louise.
- 1812: Recueil de décoration intérieure concernant tout ce qui rapporte à l'ameublement.
- 1833: Résidences des souverains de France, d'Allemagne, de Russie, etc.
- Pierre Fontaine llevó su Journal de 1799 a 1853, que fue publicado en París en 1987 por laÉcole nationale supérieure des beaux-arts y el Institut français d'architecture. Tenía un verdadero talento literario.

## Alumnos destacados
Se recogen algunos estudiantes destacados de Charles Percier a quienes Fontaine les enseñó la perspectiva:
- Auguste Caristie (1783-1862)
- François Debret (1777-1850)
- Martin-Pierre Gauthier (1790-1855)
- Jacques Hittorff (1792-1867)
- Jean-Jacques-Marie Huvé (1783-1852)
- Hippolyte Le Bas (1782-1867)
- Achille Leclère (1785-1853)
- Paul Letarouilly (1795-1855)
- Louis Tullius Joachim Visconti (1791-1853)

### Iconografía
Además del retrato de Boilly en 1805 reproducido más arriba, un Fountain ya mayor fue retratado en hábito, apoyado sobre un bastón, por Joseph-Désiré Court (¿palacio de Versalles?); (cf. la impresión en acero publicada por Jacques Dominique Charles Gavard en sus Galeries Historiques de Versailles (1835-1851)en el Dominio Real de Randan). Pierre

## Diverso
- Pierre Fontaine tiene su propia calle en París, la rue Pierre-Fontaine (IX Distrito de París), así como en Pontoise (rue Pierre Fontaine), su ciudad natal.
- Pierre Fontaine realizó cuadernos de dibujos en acuarela durante sus viajes (carnet de voyage 1820-1826).